# (15637) 2000 JY53
A (15637) 2000 JY53 a Naprendszer kisbolygóövében található aszteroida. A LINEAR projekt keretében fedezték fel 2000. május 6-án.